# Marlon King
Marlon King (*Dulwich, Inglaterra, 26 de abril de 1980) es un exfutbolista jamaicano. Jugaba de delantero y su último equipo fue el Sheffield United.

## Trayectoria
Ha jugado en el Watford FC, en el Leeds United, en el Nottingham Forest, entre otros. Cambió a Wigan Athetic en enero de 2008, pero su tiempo allí no fue un gran éxito, marcó solamente un gol, y tenía también problemas con su forma. Durante el verano de 2008, Steve Bruce, el entrenador de Wigan Athletic le informaba que no tendrá más oportunidades con Wigan, y querrían venderle a un otro equipó. Hull City, recientemente elevado en el FA Premier League, le han tomado en cesión hasta el final de 2008/9, y según varios fuentes están dispuestos a pagar 3m GBP para que le quede en Kingston upon Hull.
El 11 de diciembre de 2008 fue detenido y puesto en libertad horas más tarde por agresión sexual. Finalmente el Wigan Athletic le despidió tras ser éste condenado por un tribunal inglés a 18 meses de cárcel.

## Selección nacional
Ha sido internacional con la Selección nacional de fútbol de Jamaica, ha jugado 18 partidos internacionales y ha anotado 10 goles.

## Clubes
| Club              | País       | Año        |
| ----------------- | ---------- | ---------- |
| Barnet FC         | Inglaterra | 1998-2000  |
| Gillingham FC     | Inglaterra | 2000-2003  |
| Nottingham Forest | Inglaterra | 2003-2005  |
| Leeds United      | Inglaterra | 2005       |
| Watford FC        | Inglaterra | 2005-2008  |
| Wigan Athletic    | Inglaterra | 2008       |
| Hull City         | Inglaterra | 2008-2009  |
| Middlesbrough FC  | Inglaterra | 2009       |
| Coventry City     | Inglaterra | 2010-2011  |
| Birmingham City   | Inglaterra | 2011- 2013 |